# Liste der Nummer-eins-Country-Hits in den USA (1945)
Dies ist eine Liste der Nummer-eins-Hits in den von Billboard ermittelten Most Played Juke Box Folk Records (Hillbillies, Spirituals, Cowboy Songs, Etc.) in den USA im Jahr 1945. Diese Charts gelten als Vorgänger der 1958 eingeführten Hot Country Songs. In diesem Jahr gab es vierzehn Nummer-eins-Songs.

| ← 1944 ← | Liste der Nummer-eins-Country-Hits in den USA | Liste der Nummer-eins-Country-Hits in den USA                                                                    | Liste der Nummer-eins-Country-Hits in den USA | 1946 →                    |
| \| Zeitraum \| Wo. ges. \| Interpret \| Titel Autor(en) \| Zusätzliche Informationen \| \| (Zeitraum, Wochen auf Platz eins, Interpret, Titel, Autor[en], zusätzliche Informationen) \| \| \| \| \| \| ----------------------------------------------------------------------------------------- \| -------- \| ---------------------------------------------------------------------------------------------------------------- \| ----------------------------------------------------------------------------------------------------------------------------------------------------------------- \| ------------------------- \| \| 30. Dezember 1944 – 2. Februar 1945 5 Wochen (insgesamt 6) \| 6 \| Tex Ritter & His Texans \| I'm Wastin' My Tears on You[1] Frank Harford, Tex Ritter \| - \| \| 3. Februar 1945 – 16. März 1945 6 Wochen (insgesamt 6) \| 6 \| Al Dexter & His Troopers \| I'm Losing My Mind Over You[2] Al Dexter, James Paris \| - \| \| 17. März 1945 – 23. März 1945 1 Woche (insgesamt 1) \| 1 \| Jimmie Davis \| There's a New Moon Over My Shoulder[3] Jimmie Davis, Lee Blastic, Ekko Whelan \| - \| \| 24. März 1945 – 30. März 1945 1 Woche (insgesamt 7) \| 7 \| Al Dexter & His Troopers \| I'm Losing My Mind Over You Al Dexter, James Paris \| - \| \| 31. März 1945 – 13. April 1945 2 Wochen (insgesamt 2) \| 2 \| Spade Cooley & His Orchestra, Vocal by Tex & Oakie \| Shame on You[4] Spade Cooley \| - \| \| 14. April 1945 – 20. April 1945 1 Woche (insgesamt 1) \| 1 \| Bob Wills & His Texas Playboys, Vocal by Tommy Duncan \| Smoke on the Water[5] Earl Nunn, Zeke Clements \| - \| \| 21. April 1945 – 27. April 1945 1 Woche (insgesamt 3) \| 3 \| Spade Cooley & His Orchestra, Vocal by Tex & Oakie \| Shame on You Spade Cooley \| - \| \| 28. April 1945 – 4. Mai 1945 1 Woche (insgesamt 2) \| 2 \| Bob Wills & His Texas Playboys, Vocal by Tommy Duncan \| Smoke on the Water Earl Nunn, Zeke Clements \| - \| \| 5. Mai 1945 – 18. Mai 1945 2 Wochen (insgesamt 5) \| 5 \| Spade Cooley & His Orchestra, Vocal by Tex & Oakie \| Shame on You Spade Cooley \| - \| \| 19. Mai 1945 – 1. Juni 1945 2 Wochen (insgesamt 2) \| 2 \| Gene Autry \| At Mail Call Today[6] Gene Autry, Fred Rose \| - \| \| 2. Juni 1945 – 8. Juni 1945 1 Woche (insgesamt 6) \| 6 \| Spade Cooley & His Orchestra, Vocal by Tex & Oakie \| Shame on You Spade Cooley \| - \| \| 9. Juni 1945 – 15. Juni 1945 1 Woche (insgesamt 3) \| 3 \| Gene Autry \| At Mail Call Today Gene Autry, Fred Rose \| - \| \| 16. Juni 1945 – 29. Juni 1945 2 Wochen (insgesamt 8) \| 8 \| Spade Cooley & His Orchestra, Vocal by Tex & Oakie \| Shame on You Spade Cooley \| - \| \| 30. Juni 1945 – 6. Juli 1945 1 Woche (insgesamt 4) \| 4 \| Gene Autry \| At Mail Call Today Gene Autry, Fred Rose \| - \| \| 7. Juli 1945 – 13. Juli 1945 1 Woche (insgesamt 1) \| 1 \| Bob Wills & His Texas Playboys, Vocal by Tommy Duncan \| Stars and Stripes on Iwo Jima[7] Bob Wills, Cliff Johnson \| - \| \| 14. Juli 1945 – 20. Juli 1945 1 Woche (insgesamt 9/5) \| 9/5 \| Spade Cooley & His Orchestra, Vocal by Tex & Oakie Gene Autry \| Shame on You At Mail Call Today Spade Cooley Gene Autry, Fred Rose \| - \| \| 21. Juli 1945 – 27. Juli 1945 1 Woche (insgesamt 6) \| 6 \| Gene Autry \| At Mail Call Today Gene Autry, Fred Rose \| - \| \| 28. Juli 1945 – 10. August 1945 2 Wochen (insgesamt 11/2) \| 11/2 \| Spade Cooley & His Orchestra, Vocal by Tex & Oakie Jack Guthrie & His Oklahomans \| Shame on You Oklahoma Hills[8] Spade Cooley Jack Guthrie \| - \| \| 11. August 1945 – 24. August 1945 2 Wochen (insgesamt 4) \| 4 \| Jack Guthrie & His Oklahomans \| Oklahoma Hills Jack Guthrie \| - \| \| 25. August 1945 – 31. August 1945 1 Woche (insgesamt 1) \| 1 \| Tex Ritter & His Texans \| You Two-Timed Me One Time Too Often[9] Jenny Lou Carson \| - \| \| 1. September 1945 – 7. September 1945 1 Woche (insgesamt 5/2) \| 5/2 \| Jack Guthrie & His Oklahomans Tex Ritter & His Texans \| Oklahoma Hills You Two-Timed Me One Time Too Often Jack Guthrie Jenny Lou Carson \| - \| \| 8. September 1945 – 14. September 1945 1 Woche (insgesamt 3) \| 3 \| Tex Ritter & His Texans \| You Two-Timed Me One Time Too Often Jenny Lou Carson \| - \| \| 15. September 1945 – 21. September 1945 1 Woche (insgesamt 6) \| 6 \| Jack Guthrie & His Oklahomans \| Oklahoma Hills Jack Guthrie \| - \| \| 22. September 1945 – 26. Oktober 1945 5 Wochen (insgesamt 8) \| 8 \| Tex Ritter & His Texans \| You Two-Timed Me One Time Too Often Jenny Lou Carson \| - \| \| 27. Oktober 1945 – 2. November 1945 1 Woche (insgesamt 1) \| 1 \| Wesley Tuttle & His Texas Stars \| With Tears in My Eyes[10] Paul Howard \| - \| \| 3. November 1945 – 16. November 1945 2 Wochen (insgesamt 10) \| 10 \| Tex Ritter & His Texans \| You Two-Timed Me One Time Too Often Jenny Lou Carson \| - \| \| 17. November 1945 – 23. November 1945 1 Woche (insgesamt 2) \| 2 \| Wesley Tuttle & His Texas Stars \| With Tears in My Eyes Paul Howard \| - \| \| 24. November 1945 – 30. November 1945 1 Woche (insgesamt 11/3/1/1) \| 11/3/1/1 \| Tex Ritter & His Texans Wesley Tuttle & His Texas Stars Lawrence Welk & His Orchestra with Red Foley Dick Thomas \| You Two-Timed Me One Time Too Often With Tears in My Eyes Shame on You[11] Sioux City Sue[12] Jenny Lou Carson Paul Howard Spade Cooley Ray Freedman, Dick Thomas \| - \| \| 1. Dezember 1945 – 7. Dezember 1945 1 Woche (insgesamt 4) \| 4 \| Wesley Tuttle & His Texas Stars \| With Tears in My Eyes Paul Howard \| - \| \| 8. Dezember 1945 – 14. Dezember 1945 1 Woche (insgesamt 1) \| 1 \| Ernest Tubb \| It's Been So Long Darling[13] Ernest Tubb \| - \| \| 15. Dezember 1945 – 21. Dezember 1945 1 Woche (insgesamt 1) \| 1 \| Bob Wills & His Texas Playboys, Vocal by Tommy Duncan \| Silver Dew on the Blue Grass Tonight[14] Ed Burt \| - \| \| 22. Dezember 1945 – 28. Dezember 1945 1 Woche (insgesamt 2) \| 2 \| Ernest Tubb \| It's Been So Long Darling Ernest Tubb \| - \| |                                               | | |                           |
| ← 1944 |                                               | | | → 1946 →                  |
| Zeitraum | Wo. ges.                                      | Interpret | Titel Autor(en) | Zusätzliche Informationen |
| (Zeitraum, Wochen auf Platz eins, Interpret, Titel, Autor[en], zusätzliche Informationen) |                                               | | |                           |
| 30. Dezember 1944 – 2. Februar 1945 5 Wochen (insgesamt 6) | 6                                             | Tex Ritter & His Texans                                                                                          | I'm Wastin' My Tears on You Frank Harford, Tex Ritter | -                         |
| 3. Februar 1945 – 16. März 1945 6 Wochen (insgesamt 6) | 6                                             | Al Dexter & His Troopers                                                                                         | I'm Losing My Mind Over You Al Dexter, James Paris | -                         |
| 17. März 1945 – 23. März 1945 1 Woche (insgesamt 1) | 1                                             | Jimmie Davis | There's a New Moon Over My Shoulder Jimmie Davis, Lee Blastic, Ekko Whelan                                                                                | -                         |
| 24. März 1945 – 30. März 1945 1 Woche (insgesamt 7) | 7                                             | Al Dexter & His Troopers                                                                                         | I'm Losing My Mind Over You Al Dexter, James Paris | -                         |
| 31. März 1945 – 13. April 1945 2 Wochen (insgesamt 2) | 2                                             | Spade Cooley & His Orchestra, Vocal by Tex & Oakie                                                               | Shame on You Spade Cooley | -                         |
| 14. April 1945 – 20. April 1945 1 Woche (insgesamt 1) | 1                                             | Bob Wills & His Texas Playboys, Vocal by Tommy Duncan                                                            | Smoke on the Water Earl Nunn, Zeke Clements | -                         |
| 21. April 1945 – 27. April 1945 1 Woche (insgesamt 3) | 3                                             | Spade Cooley & His Orchestra, Vocal by Tex & Oakie                                                               | Shame on You Spade Cooley | -                         |
| 28. April 1945 – 4. Mai 1945 1 Woche (insgesamt 2) | 2                                             | Bob Wills & His Texas Playboys, Vocal by Tommy Duncan                                                            | Smoke on the Water Earl Nunn, Zeke Clements | -                         |
| 5. Mai 1945 – 18. Mai 1945 2 Wochen (insgesamt 5) | 5                                             | Spade Cooley & His Orchestra, Vocal by Tex & Oakie                                                               | Shame on You Spade Cooley | -                         |
| 19. Mai 1945 – 1. Juni 1945 2 Wochen (insgesamt 2) | 2                                             | Gene Autry | At Mail Call Today Gene Autry, Fred Rose | -                         |
| 2. Juni 1945 – 8. Juni 1945 1 Woche (insgesamt 6) | 6                                             | Spade Cooley & His Orchestra, Vocal by Tex & Oakie                                                               | Shame on You Spade Cooley | -                         |
| 9. Juni 1945 – 15. Juni 1945 1 Woche (insgesamt 3) | 3                                             | Gene Autry | At Mail Call Today Gene Autry, Fred Rose | -                         |
| 16. Juni 1945 – 29. Juni 1945 2 Wochen (insgesamt 8) | 8                                             | Spade Cooley & His Orchestra, Vocal by Tex & Oakie                                                               | Shame on You Spade Cooley | -                         |
| 30. Juni 1945 – 6. Juli 1945 1 Woche (insgesamt 4) | 4                                             | Gene Autry | At Mail Call Today Gene Autry, Fred Rose | -                         |
| 7. Juli 1945 – 13. Juli 1945 1 Woche (insgesamt 1) | 1                                             | Bob Wills & His Texas Playboys, Vocal by Tommy Duncan                                                            | Stars and Stripes on Iwo Jima Bob Wills, Cliff Johnson | -                         |
| 14. Juli 1945 – 20. Juli 1945 1 Woche (insgesamt 9/5) | 9/5                                           | Spade Cooley & His Orchestra, Vocal by Tex & Oakie Gene Autry                                                    | Shame on You At Mail Call Today Spade Cooley Gene Autry, Fred Rose                                                                                        | -                         |
| 21. Juli 1945 – 27. Juli 1945 1 Woche (insgesamt 6) | 6                                             | Gene Autry | At Mail Call Today Gene Autry, Fred Rose | -                         |
| 28. Juli 1945 – 10. August 1945 2 Wochen (insgesamt 11/2) | 11/2                                          | Spade Cooley & His Orchestra, Vocal by Tex & Oakie Jack Guthrie & His Oklahomans                                 | Shame on You Oklahoma Hills Spade Cooley Jack Guthrie | -                         |
| 11. August 1945 – 24. August 1945 2 Wochen (insgesamt 4) | 4                                             | Jack Guthrie & His Oklahomans                                                                                    | Oklahoma Hills Jack Guthrie | -                         |
| 25. August 1945 – 31. August 1945 1 Woche (insgesamt 1) | 1                                             | Tex Ritter & His Texans                                                                                          | You Two-Timed Me One Time Too Often Jenny Lou Carson | -                         |
| 1. September 1945 – 7. September 1945 1 Woche (insgesamt 5/2) | 5/2                                           | Jack Guthrie & His Oklahomans Tex Ritter & His Texans                                                            | Oklahoma Hills You Two-Timed Me One Time Too Often Jack Guthrie Jenny Lou Carson                                                                          | -                         |
| 8. September 1945 – 14. September 1945 1 Woche (insgesamt 3) | 3                                             | Tex Ritter & His Texans                                                                                          | You Two-Timed Me One Time Too Often Jenny Lou Carson | -                         |
| 15. September 1945 – 21. September 1945 1 Woche (insgesamt 6) | 6                                             | Jack Guthrie & His Oklahomans                                                                                    | Oklahoma Hills Jack Guthrie | -                         |
| 22. September 1945 – 26. Oktober 1945 5 Wochen (insgesamt 8) | 8                                             | Tex Ritter & His Texans                                                                                          | You Two-Timed Me One Time Too Often Jenny Lou Carson | -                         |
| 27. Oktober 1945 – 2. November 1945 1 Woche (insgesamt 1) | 1                                             | Wesley Tuttle & His Texas Stars                                                                                  | With Tears in My Eyes Paul Howard | -                         |
| 3. November 1945 – 16. November 1945 2 Wochen (insgesamt 10) | 10                                            | Tex Ritter & His Texans                                                                                          | You Two-Timed Me One Time Too Often Jenny Lou Carson | -                         |
| 17. November 1945 – 23. November 1945 1 Woche (insgesamt 2) | 2                                             | Wesley Tuttle & His Texas Stars                                                                                  | With Tears in My Eyes Paul Howard | -                         |
| 24. November 1945 – 30. November 1945 1 Woche (insgesamt 11/3/1/1) | 11/3/1/1                                      | Tex Ritter & His Texans Wesley Tuttle & His Texas Stars Lawrence Welk & His Orchestra with Red Foley Dick Thomas | You Two-Timed Me One Time Too Often With Tears in My Eyes Shame on You Sioux City Sue Jenny Lou Carson Paul Howard Spade Cooley Ray Freedman, Dick Thomas | -                         |
| 1. Dezember 1945 – 7. Dezember 1945 1 Woche (insgesamt 4) | 4                                             | Wesley Tuttle & His Texas Stars                                                                                  | With Tears in My Eyes Paul Howard | -                         |
| 8. Dezember 1945 – 14. Dezember 1945 1 Woche (insgesamt 1) | 1                                             | Ernest Tubb | It's Been So Long Darling Ernest Tubb | -                         |
| 15. Dezember 1945 – 21. Dezember 1945 1 Woche (insgesamt 1) | 1                                             | Bob Wills & His Texas Playboys, Vocal by Tommy Duncan                                                            | Silver Dew on the Blue Grass Tonight Ed Burt | -                         |
| 22. Dezember 1945 – 28. Dezember 1945 1 Woche (insgesamt 2) | 2                                             | Ernest Tubb | It's Been So Long Darling Ernest Tubb | -                         |